# Walter Steffens (Offizier)
Walter Karl Heinrich Steffens (* 4. März 1903 in Harburg/Elbe; † 9. Dezember 1968 in Stralsund) war ein deutscher Widerstandskämpfer gegen den Nationalsozialismus und späterer Offizier der Volksmarine der DDR.

## Leben
Walter Steffens wurde in einer Arbeiterfamilie in der preußischen Stadt Harburg (heute Stadtteil von Hamburg) geboren. Seinen leiblichen Vater, Daniel Steffens, lernte er nicht kennen. Seine Mutter Maria, geborene Hecht, Tochter eines Zementarbeiters, heiratete bald zum zweiten Mal. Er wuchs unter der Obhut des Stiefvaters Julius Hamburger auf, eines früheren Seemanns. Nach dem Besuch der Volksschule absolvierte er eine Lehre als Bäcker. Nach der Lehre arbeitete er noch einige Wochen in verschiedenen Großbäckereien Hamburgs als Geselle. Ab Ende des Jahres 1920 fuhr er auf verschiedenen Linien als Kohlentrimmer und Heizer. Im Januar 1930 wurde er arbeitslos. Im selben Monat trat er in die Kommunistische Partei Deutschlands (KPD) ein. 1932 wurde er Abteilungsleiter der verbotenen Sektion „Rote Marine“ des paramilitärischen Roten Frontkämpferbundes der KPD in Hamburg. Einer Verhaftung durch die Geheime Staatspolizei (Gestapo) und Inhaftierung im KZ Fuhlsbüttel im Mai 1933 folgte am 26. September 1933 ein Freispruch wegen Mangels an Beweisen.
Als eine erneute Verhaftung drohte, lebte er illegal in Hamburg. Im Februar 1934 emigrierte er nach Prag, wo er unter den Namen Schulz und Marhenke lebte. Ab April 1938 kämpfte Steffens auf Seiten der spanischen Republik in der XI. Internationalen Brigade. Hier führte er als Unteroffizier eine Granatwerfergruppe. Nach der Demobilisierung floh er im Februar 1939 nach Frankreich. Von Februar 1939 bis April 1943 war er in den französischen Internierungslagern St. Cyprien, Camp de Gurs, Le Vernet und in El Djelfa interniert. In El Djelfa meldete sich Steffens im April 1943 als Freiwilliger in der britischen Nordafrika-Armee und wurde bald darauf Korporal.
1943 erhielt er die Genehmigung seines Einreiseantrages nach Moskau. Ab November 1943 befand er sich mit weiteren 31 Interbrigadisten (unter ihnen Erhard König, Anton Switalla, Karl Wegmann und Hans-Hugo Winkelmann) auf dem Weg in die Sowjetunion. Über Algier, Alexandria, Haifa, Bagdad, Teheran und Krasnowodorsk trafen sie am 3. März 1944 in Moskau ein. Hier wurde er Mitglied des Nationalkomitees Freies Deutschland (NKFD). Er meldete sich zum Einsatz in Spezialeinheiten und beteiligte sich in den Wäldern Weißrusslands und im Kaukasus an den Kämpfen gegen Wehrmachtseinheiten.
Am 2. April 1946 kehrte Walter Steffens nach Deutschland, in die Sowjetische Besatzungszone, zurück. In Berlin bekam er vom ZK der KPD den Auftrag, in Mecklenburg-Vorpommern in der Volkspolizei tätig zu sein. Zuerst wurde er als Bahnschutzmann im Bahnschutzamt der Reichsbahndirektion Schwerin eingesetzt. Am 27. April 1946 übermittelte ihm der damalige Chef der Polizei des Landes Mecklenburg, Hans Kahle, den Auftrag der Partei, in Mecklenburg die Wasserschutzpolizei aufzubauen. Im März 1948 wurde er zum Personalleiter der Landesbehörde der Volkspolizei in Schwerin ernannt. Diese Funktion übte er bis Mai 1949 aus. Sein Gesuch, wieder in den operativen Dienst zurückzukehren, wurde stattgegeben und so war er von Juni 1949 bis 6. Januar 1950 erneut Leiter der Wasserschutzpolizei in Mecklenburg. Gleichzeitig wurde er zum VP-Inspekteur befördert. Nach der Auflösung der Wasserschutzpolizei leitete er ab 7. Januar 1950 kurzzeitig die Grenzpolizei-Nord (See), die aus der Wasserschutzpolizei hervorgegangen war.
Am 1. März 1950 erhielt er den Auftrag zum Aufbau einer Seepolizei-Schule auf dem Gelände des ehemaligen Fliegerhorstes Parow bei Stralsund. Vom 1. August 1950 bis zum 30. November 1952 war er Leiter der Seepolizeischule Parow und ab 12. Oktober 1950 gleichzeitig Standortältester von Parow. Ab 6. Juli 1951 war er auch Standortältester auf dem Gebiet von Stralsund und nördlich von Parow. Am 1. Juli 1952 wurde ihm der Dienstgrad Kapitän zur See verliehen.
Vom 1. Dezember 1952 bis 1955 war er Leiter der Unterführer- und Mannschaftsschule Parow und von 1955 bis 1956 Leiter der Seeoffiziers-Lehranstalt Stralsund-Schwedenschanze. Nach Gründung der NVA konnte er nur noch kurze Zeit seinen Dienst versehen. Er leitete noch ein Jahr die Seeoffiziersschule und danach ab 1957 den Bergungs- und Rettungsdienst der Seestreitkräfte DDR auf dem Dänholm. Seit November 1958 war er krank und musste 1960 in den Ruhestand versetzt werden. Steffens arbeitete dann noch in ehrenamtlichen Funktionen und war zudem seit 1957 Mitglied der Stadtverordnetenversammlung Stralsund.

## Auszeichnungen und Ehrungen
- Vaterländischer Verdienstorden in Bronze und in Silber (1968)
- Hans-Beimler-Medaille
- Ernst-Moritz-Arndt-Medaille
- Ernst-Schneller-Medaille
- Medaille für Kämpfer gegen den Faschismus 1933 bis 1945
- Medaille der Waffenbrüderschaft

Die Flottenschule Parow erhielt mit ihrer Neugründung am 1. Dezember 1970 seinen Namen. Es wurde ein Ehrenhain für Walter Steffens eingerichtet.